# Aproximación de Born-Oppenheimer
Una de las aproximaciones fundamentales de la mecánica cuántica es el desacoplamiento de los movimientos electrónico y nuclear, conocida como aproximación de Born-Oppenheimer.
Al ser la masa del núcleo mucho mayor que la de los electrones, su velocidad es correspondientemente pequeña. De esta forma, el núcleo experimenta a los electrones como si estos fueran una nube de carga, mientras que los electrones sienten a los núcleos como si estos estuvieran estáticos. De esta forma, los electrones se adaptan 'instantáneamente' a cualquier posición de los núcleos.
Sin este acoplamiento, resulta prácticamente imposible el trabajo en física molecular o física del estado sólido, por ser irresolubles problemas de más de dos cuerpos.
La consideración explícita del acoplamiento de los movimientos electrónico y nuclear (generalmente, a través de otro tipo de simplificaciones), se conoce como acoplamiento electrón-fonón en sistemas extendidos o acoplamiento vibrónico en sistemas cero-dimensionales.